# Piódão
Piódão es una freguesia portuguesa del concelho de Arganil, con 36,36 km² de superficie y 224 habitantes (2001). Su densidad de población es de 6,2 hab/km².

## Galería

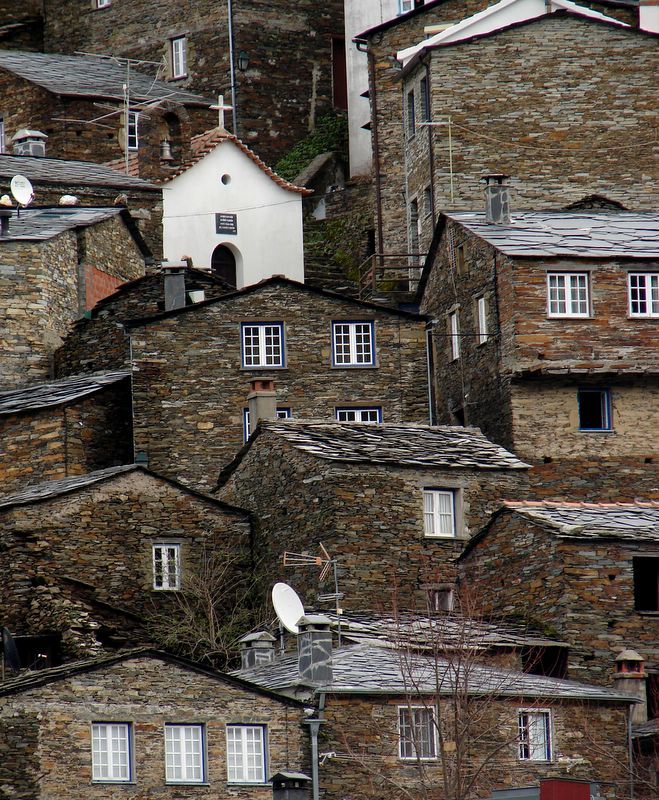
Vista parcial de Piodão.